# Артаз
Арта́з (арм. Արտազ) — пятнадцатый гавар провинции Васпуракан Великой Армении. Располагался на берегу рек Аракс и Тгмут.
В области находилось два укрепленных города — Еринд и Ацюн. Имелась крепость Маку и монастырь сурб Тадевос.
Вместе с Чуашротом Артаз являлся владением княжества Аматуник.

## История

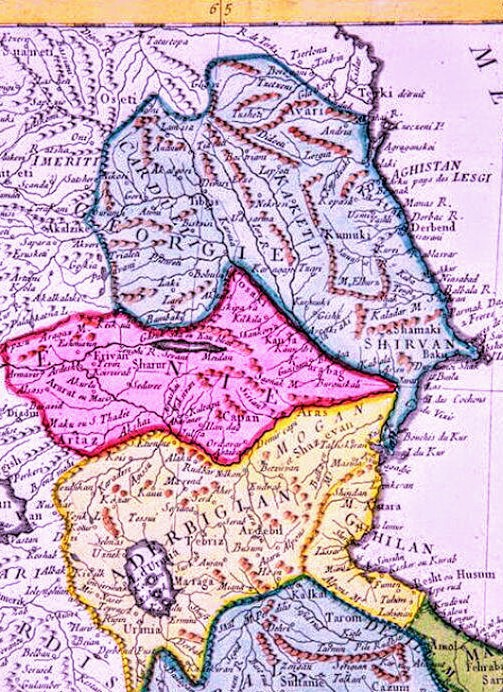
Артаз в XVIII веке, Персидская империя

В древности территория Артаза была частью Наири, вместе с Чуашротом, являлся северной частью хурритской области Арманили (Армарили, искажённое ассир.). Затем область много веков входила в состав царства Биайнили. Впоследствии, после гибели Арарту (Урарту), Артаз принадлежал царству Матиена. После падения Матиены под ударами скифов и мидян, уцелевшее матиенское княжество Аматуник присоединилось к Великой Армении и Артаз стал армянской исторической областью в составе Васпуракана.
В 451 году здесь, южнее Маку, произошло знаменитое Аварайрское сражение между армянами и персами.
Маку, называемый Шаваршан, на протяжении тысячелетий принадлежал армянскому династическому роду Аматуни.
Испанский историк XV века Руй Гонсалес де Клавихо, посетивший этот город во время путешествия в Самарканд, говорил:
В воскресенье, первого июня, в час вечерни [посланники] подошли к замку, называемому Маку .Этот замок принадлежал одному христианину-католику по имени Норадин (Hyp ад-Дин), и все обитатели его также были христиане-католики, хотя по происхождению они армяне и язык у них армянский. Но они знали и по-татарски и по-персидски. В этой же местности находился монастырь братьев святого Доменика. Этот замок был как бы в углу долины, у подножия очень высокой скалы, располагался выше по склону, а еще выше была ограда из сырцового кирпича и камня с башнями внутри, а за стеной находились дома, где жили люди, а дальше вверх по склону также [виднелось] жилье. Потом шла другая ограда с островерхими крышами, доходившими до [высоты] первой ограды. Вход в эту вторую ограду шел по ступеням, вырубленным в скале. А над входом — большая сторожевая башня. Далее, за этой второй оградой, прямо в скале располагались дома, а посередине — башни и [опять] дома, где находился сеньор и где жители города хранили свои припасы. Скала, где стояли эти постройки, уходила далеко вверх, гораздо выше ограды и всех домов. От нее как бы выступает навес, прикрывающий этот замок, ограду и дома, образуя над ними некое подобие купола. Если идет дождь, вода с неба не попадает на замок, так как [выступ] скалы закрывает его полностью. Таким образом, замок расположен так, что на него нельзя напасть ни с земли, ни с неба. Внутри его бьет ключ, снабжающий водой весь город и орошающий много садов. А у подножия замка расстилается прекрасная долина, по которой течет река. [Там] много виноградников и засеянных пшеницей полей. Тамурбек осаждал этот замок, но не смог взять его, а с его сеньором договорился о том, что тот поставит ему [в войско] двадцать всадников, как только в этом будет необходимость.
Спустя некоторое время Тамурбек [вновь] проходил здесь со своим войском и сеньор замка позвал сына, которому было около двадцати лет, и дал ему трех коней с хорошим убранством, чтобы он их отдал в подарок Тамурбеку. Когда же Тамурбек подошел к подножию замка [Маку], вышел сын [сеньора] и предложил ему трех коней от имени своего отца. [Тамурбек] принял [подарок] и приказал объявить, чтобы никто [из войска] не делал вреда во всей этой земле, принадлежащей этому замку...Посланники остались там тот день, что приехали. Позже в войске императора персидского они увидели сына владетеля этого замка и говорили с ним. А у сеньора этого замка был и другой сын, моложе того [первого], и он сказал посланникам, что этот его сын грамматик и хороший знаток языка и что, когда по воле Господа Бога они будут возвращаться [от Тамурбека], он отпустит с ними [этого своего сына], чтобы они отвезли его к государю королю [Кастилии] для того, чтобы он порекомендовал папе сделать его епископом в этой земле. И достойно удивления, что этот замок держится среди стольких мавров и в столь большом отдалении от христиан...

Аматуни потеряли свою родовую вотчину Артаз в первой половине XVI века в результате начавшихся многовековых персидско-турецких войн между кызылбашами и османами. Территория Артаза стала одним из главных прифронтовых участков османско-сефевидского противостояния, что привело к многократным вторжениям и оккупации Артаза османскими войсками и их курдскими союзниками на многие десятилетия. Неприступная крепость рода Аматуни, Маку, пала только в результате того, что появилась артиллерия, а именно артиллерия в войсках Османской империи.

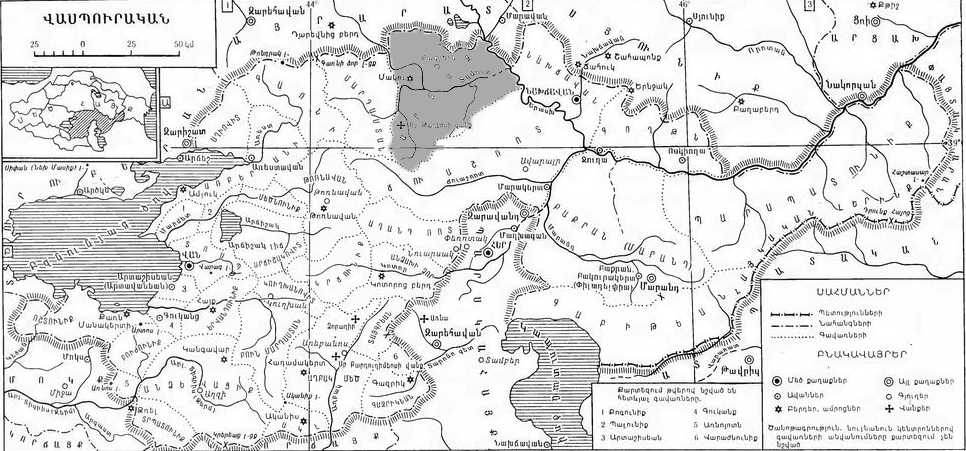
Артаз

Подавляющая часть армянского населения Маку переселилась, во главе с родом Аматуни, в окрестности Ардебиля, в восточную часть Карадага (Матианские горы), земли, оставшиеся под контролем Сефевидов после 1555 года. Впоследствии многие из них были возвращены назад, в районы слияния Артаза и Чуашрота, Аллахверди-ханом Аматуни, после того, когда северо-западный Иран (Азербайджан) вернулся под контроль Сефевидов в начале XVII века. Там и по сей день сохранилось несколько армянских деревень.
В дальнейшем потомки Аллахверди-хана Аматуни, Аллахвердианы владели деревнями и угодьями на границе их родных областей Артаза и Чуаш-рота вплоть до начала Первой Мировой Войны.

## География
Ландшафт и климат Артаза горный и сухой. Эта область находится на стыке Армянского и Иранского нагорья. На поздне-средневековых европейских картах территория Артаза и соседней с ним Нахичевани обозначалась как Armenica deserta — «Армянская пустыня». Растительность большей частью горно-степная, пустынная и полупустынная, есть так же и горно-лесные участки.

## Культура
Есть хорошо сохранившиеся руины хурритской крепости и других построек эпохи Арарту (Урарту).
В горной части Артаза, возле границы Ирана с Турцией располагается древний монастырь 5-го века Сурб Тадевос, перестроенный в 1330-е годы. На побережье Аракса в районе Польдешт располагается знаменитая своим архитектурным орнаментом армянская церковь Сурб Стефанос, основанная в IX веке.
Охраняются всемирной организацией ЮНЕСКО.